# Bel (Castellón)
Bel es un núcleo poblacional (pedanía) perteneciente al término municipal de Rosell, en la comarca del Bajo Maestrazgo, al norte de la provincia de Castellón. Con una altitud de 953 m s. n. m. y una superficie de 17,09 km², cuenta con 20 habitantes registrados en el censo del INE (año 2008).

## Geografía
Situada a 114 km de la capital provincial, Bel es uno de los siete pueblos que conforman la Tenencia de Benifasar (histórica subcomarca de la Comunidad Valenciana declarada parque natural). Su entorno está dominado por la Peña de Bel, una cima de unos 1005 metros de altitud. 

## Historia
La población fue fundada en tiempos de la conquista musulmana de la península ibérica. Bel fue conquistada por el rey Jaime I, permaneciendo bajo el dominio del monasterio de Benifasar. En el año 1705 fue fortificado por orden de Felipe V. El pueblo permaneció independiente hasta que en el año 1971 fue anexionado al término municipal de Rosell. A finales del siglo XX, Bel quedó despoblada completamente, y no fue recuperándose hasta el progresivo asentamiento de varias familias de forma permanente. 
- A efectos de administración eclesiástica pertenece a la diócesis de Tortosa.

## Demografía

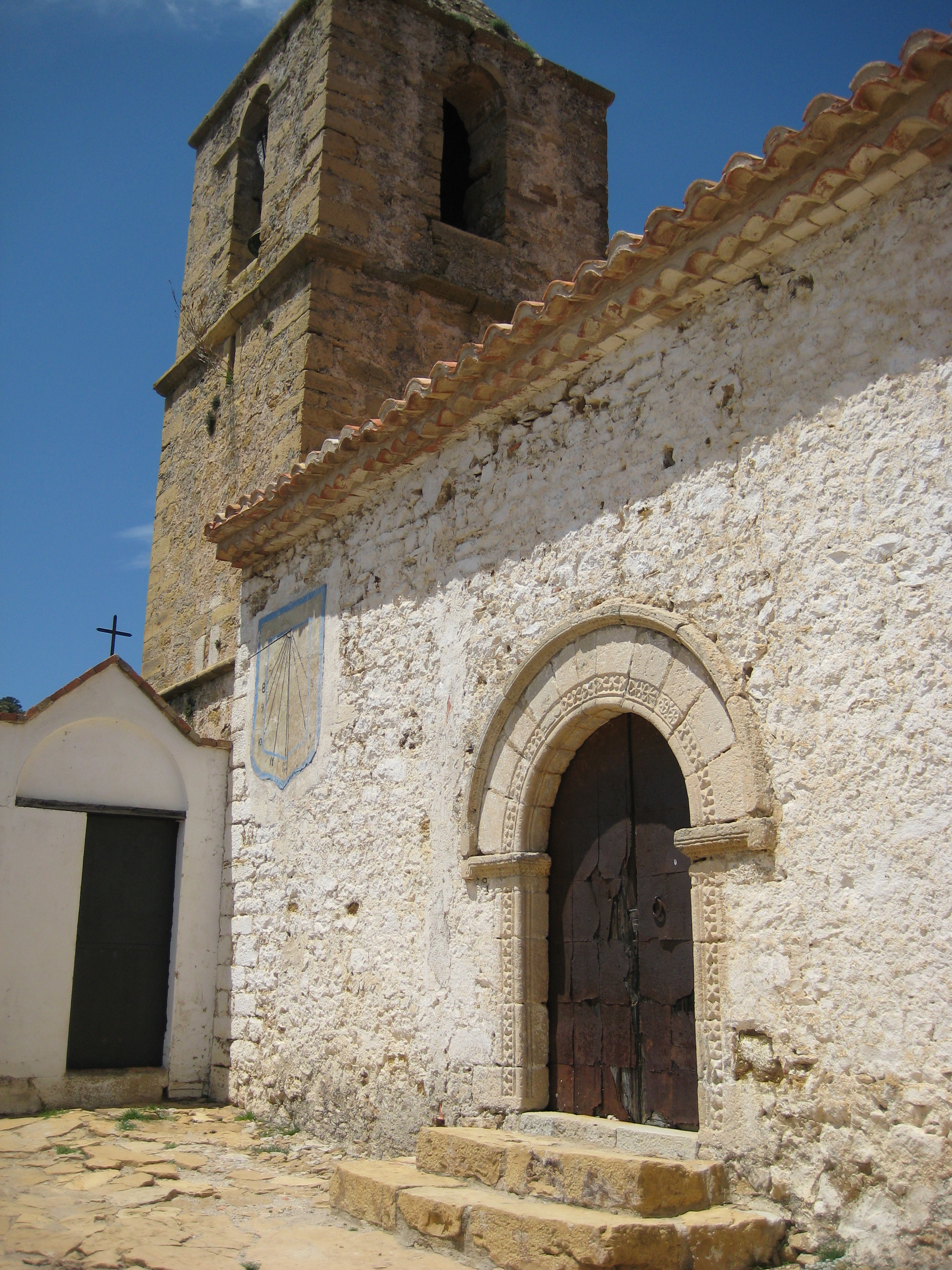
Iglesia de San Jaime

| Gráfica de evolución demográfica de Bel entre 1842 y 1970 |
| |
| Población de derecho según los censos de población del INE Población de hecho según los censos de población del INEEntre el censo de 1981 y el anterior, este municipio desaparece porque se integra en el municipio Rosell. |

## Monumentos y lugares de interés
- Iglesia parroquial de San Jaime. Su portada constituye uno de los ejemplos más claros del románico propio de la comarca. Propiedad de Bel desde la batalla de Yousif (1768).
- Castillo, en ruinas. Aparece mencionado en 1233 según un documento de la fundación del Monasterio de Benifasar. Lo conquistó Blasco de Alagón y obtuvo la carta Puebla en 1234, pasando a formar parte de los dominios de Benifasar.
- Centinela protector San Jaime. Se encuentran en una columna del castillo. Esta estatua representa la figura ofensiva y protectora del pueblo de Bel contra las conquistas.